# Rutvenjak Veliki
Koordinati:   42°46′18″N, 16°47′47″E
Rutvenjak Veliki je majhen nenaseljen otoček v Jadranskem morju. Pripada Hrvaški.
Otoček leži med otočkoma Prežbo in Mrčaro, od katere je oddaljen okoli 0,2 km. Njegova površina meri 0,013 km². Dolžina obalnega pasu je 0,45 km.